# BG prevent
Die BG prevent GmbH ist ein Unternehmen im Bereich Arbeitsmedizin, Arbeitssicherheit, betriebliche Gesundheitsvorsorge und Prävention. Es werden mehr als 3.500 Mitarbeitende, davon über 800 Arbeitsmediziner beschäftigt.
BG prevent betreut über 210.000 Unternehmen, Betriebsstätten und öffentliche Einrichtungen. Bis zum 30. Juni 2025 firmierte das Unternehmen unter BAD Gesundheitsvorsorge und Sicherheitstechnik GmbH.

## Geschichte
Das Unternehmen wurde am 28. Mai 1976 ursprünglich als Verein von Berufsgenossenschaften mit der Bezeichnung „Berufsgenossenschaftlicher Arbeitsmedizinischer Dienst“ gegründet. Anlass dazu war das drei Jahre zuvor in Kraft getretene Arbeitssicherheitsgesetz, das Betriebe dazu verpflichtete, Betriebsärzte und Fachkräfte für Arbeitssicherheit zu bestellen sowie einen Arbeitsschutzausschuss einzurichten.
1990 vergrößerte sich das Unternehmen und gründete innerhalb von zwei Jahren 42 weitere Zentren in den neuen Bundesländern. Kurz darauf wurde die neue Dienstleistung der Sicherheitstechnik eingeführt. Ab 1993 wurden auch die Themen Prävention von Erkrankungen und die Diagnose von Erkrankungen, die mit Umwelteinflüssen in Verbindung gebracht werden, sowie Umweltmedizin angeboten. 1994 wurde die BAD Gesundheitsvorsorge und Sicherheitstechnik GmbH gegründet. Ab 2001 war das Unternehmen unter der Bezeichnung „Team-Prevent“ auch international aktiv. Seit 2004 besteht die Gesellschaftsform GmbH und löste den Verein ab. Drei Jahre darauf übernahm die BAD GmbH für die Deutsche Telekom AG den Verantwortungsbereich Gesundheitsmanagement und Teile des Arbeitsschutzes.:
Seit dem 1. Juli 2025 firmiert das Unternehmen unter BG prevent GmbH.

## Unternehmen
Die BG prevent GmbH betreut mit über 3.600 Mitarbeitenden in Deutschland mehr als 210.000 Betriebe unterschiedlicher Größen und Branchen. 2022 betrug der Umsatz rund 297 Millionen Euro.
Eigentümer des Unternehmens sind acht Berufsgenossenschaften und die Unfallkasse NRW. 
Die 2001 gegründete Gesellschaft concada GmbH ist eine 100%ige Tochtergesellschaft.